# 连三甲苯
连三甲苯（1,2,3-Trimethylbenzene）又称邻三甲苯，是三甲苯三种同分异构体之一，用于喷气燃料添加剂，以防止燃料燃烧形成固体颗粒损坏引擎。